# (10423) Dajčić
(10423) Dajčić (1999 BB) – planetoida z grupy pasa głównego asteroid okrążająca Słońce w ciągu 3,37 lat w średniej odległości 2,24 j.a. Odkryta 16 stycznia 1999 roku.